# Adam Fogt
Adam Fogt (ur. 9 kwietnia 1993 w Kopenhadze) – duński piłkarz i futsalista występujący na pozycji obrońcy.

## Życiorys
Występował w takich futsalowych klubach, jak SBV 09 i Dynamo 08, a w 2016 roku został zawodnikiem JB Futsal Gentofte. 35 razy wystąpił w reprezentacji Danii.
Jako piłkarz był zawodnikiem Kastrup BK. Zagrał w piłkarskiej reprezentacji Danii w meczu 5 września 2018 roku ze Słowacją. Występ Fogta miał związek z protestem podstawowych reprezentantów kraju, którzy nie potrafili porozumieć się z DBU. Fogt wszedł na boisko w 61 minucie, zmieniając Oskara Høybye. W 79 minucie strzelił bramkę samobójczą, a Dania przegrała mecz 0:3.